# Reichsstrafgesetzbuch
Das Reichsstrafgesetzbuch (RStGB, Langform Strafgesetzbuch für das Deutsche Reich) ist die Bezeichnung für die Fassung des deutschen Strafgesetzbuches in der Zeit bis zur Neubekanntmachung durch das Dritte Strafrechtsänderungsgesetz vom 4. August 1953 (BGBl. 1953 I S. 735 ff.). Ursprünglich war das Gesetz als Strafgesetzbuch für den Norddeutschen Bund (NdStGB) am 1. Januar 1871 in Kraft getreten. Nach der Reichseinigung erfolgte eine Neufassung (RGBl. 1871 S. 127), die am 1. Januar 1872 im Deutschen Kaiserreich in Kraft trat. 
Das RStGB unterteilte die Straftaten in drei Klassen: Verbrechen, Vergehen und Übertretung. In der DDR entfiel der Deliktstyp der Übertretung zum 1. Juli 1968 durch Einführung des Strafgesetzbuchs der DDR. In der Bundesrepublik wurde er durch die 1969 beschlossene Große Strafrechtsreform zum 1. Januar 1975 abgelöst durch Unterteilung der Bagatelldelikte in strafbare Vergehen und Ordnungswidrigkeiten. Die Sanktionen für Verbrechen bestanden in den Rechtsfolgen Todesstrafe, Zuchthaus und Festungshaft. Für Vergehen drohte Gefängnisstrafe und für Übertretungen Geldstrafe oder Haft von nicht mehr als sechs Wochen.

## Geschichte

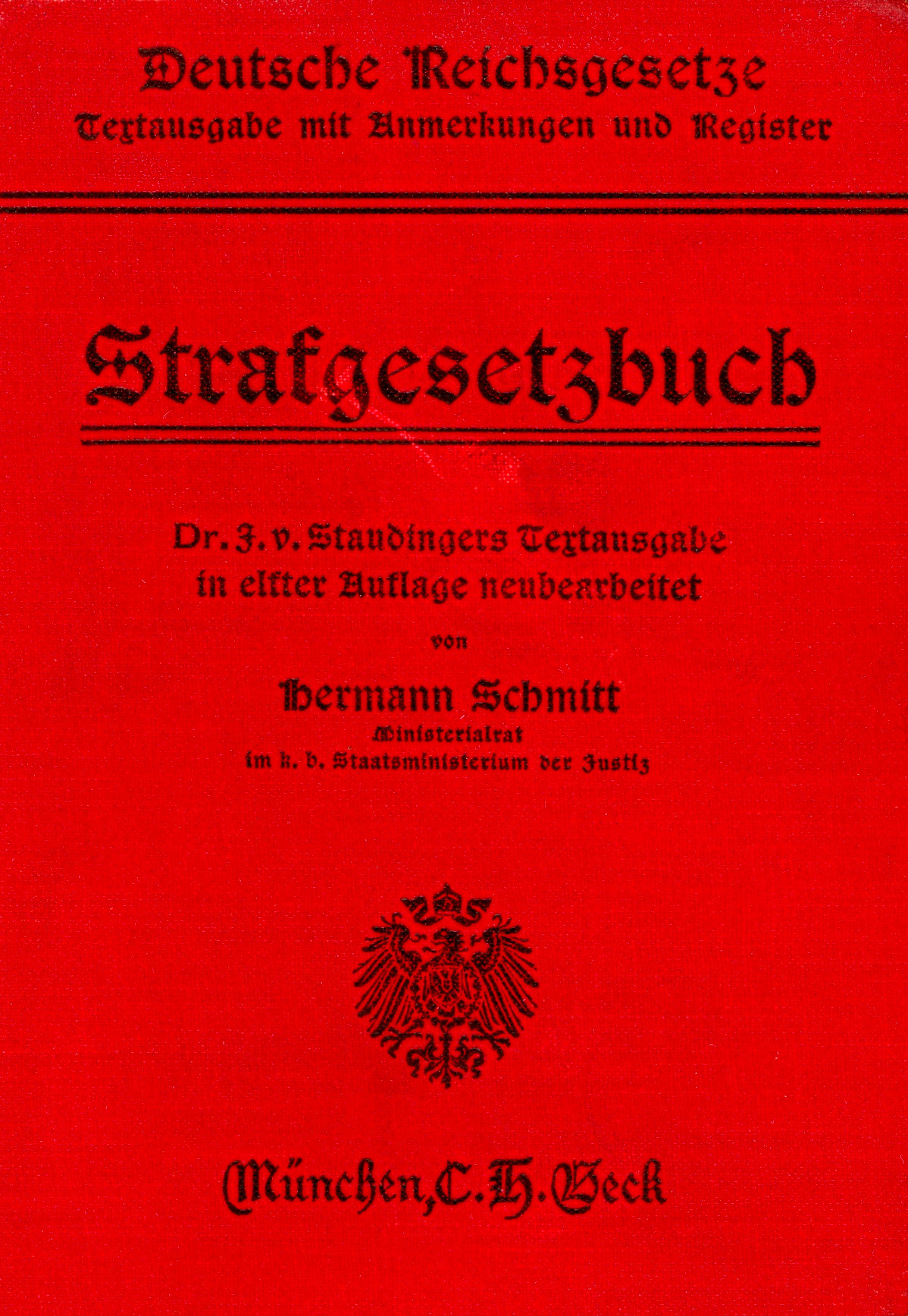
Strafgesetzbuch von 1914

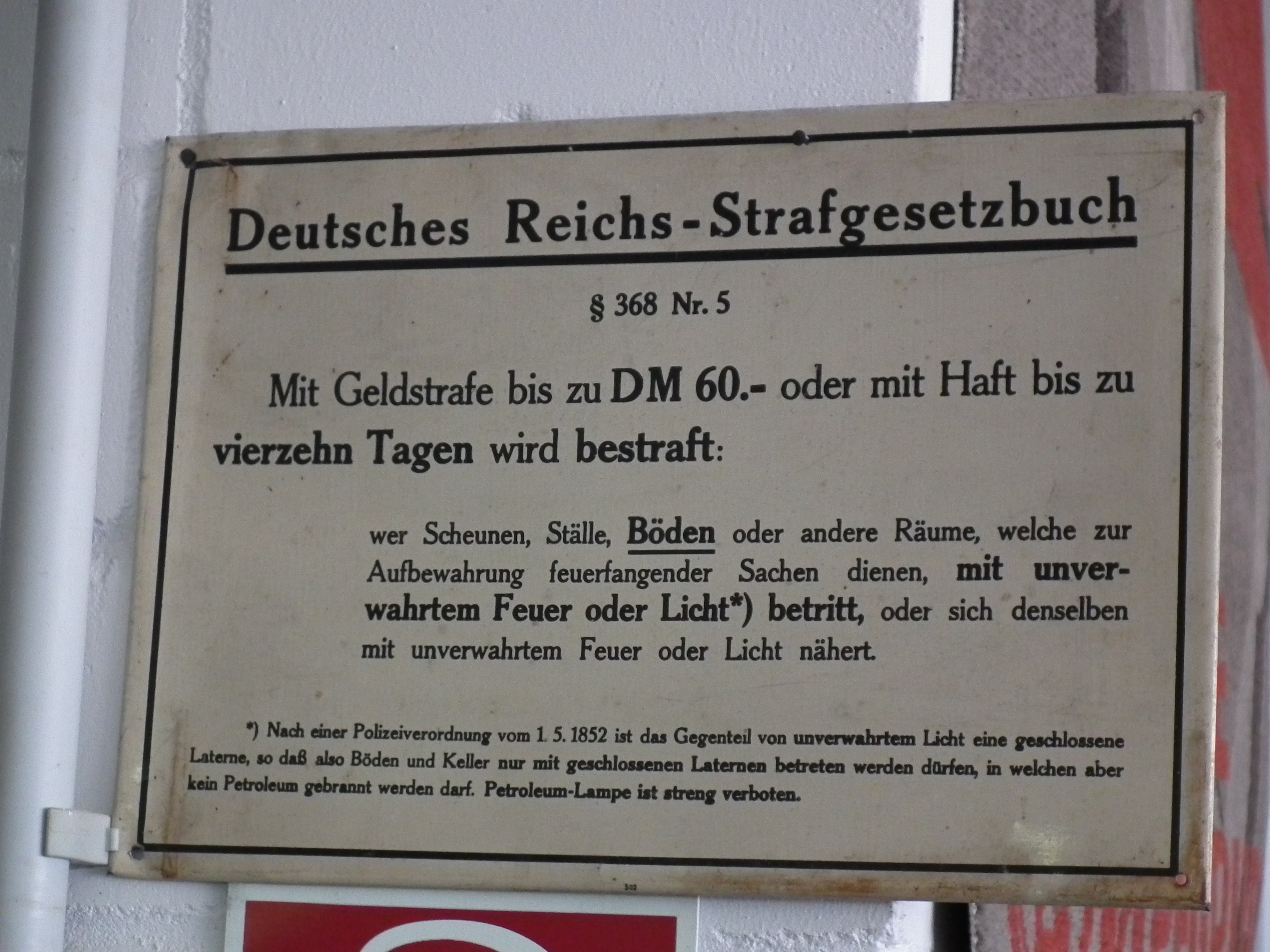
Warnschild mit Verweis auf §368 im Reichsstrafgesetzbuch

Im 19. Jahrhundert war ein Streben nach einem einheitlichen deutschen Strafrecht auf den wissenschaftlichen Diskurs beschränkt. Die deutschen Staaten waren nach dem Wiener Kongress 1815 darauf bedacht, den Souveränitätsgedanken zu priorisieren. Sie standen einer gesamtdeutschen Strafrechtskodifikation skeptisch gegenüber und beschränkten sich auf Kodifikationen in ihren einzelnen Territorien.
Dies änderte sich mit der Märzrevolution, die eine Diskussion über eine deutsche Nationalgesetzgebung wiederbelebte, und zwar auch im Strafrecht. Zwar scheiterten die Kodifikationsbestrebungen der Revolutionäre, aber der Deutsche Bund begann immerhin, um seine Legitimation zu bewahren, die deutsche Rechtsvereinheitlichung zu fördern. Insbesondere nutzte er Artikel VI der Bundesakte zu Reformprojekten wie dem Allgemeinen deutschen Handelsgesetzbuch 1861. Zu einer Vereinheitlichung des Strafrechts kam es aufgrund der Streitigkeiten Preußens mit Österreich nicht mehr. Auch wurden die Divergenzen zwischen den Staaten als zu groß angesehen.
Die letzte Phase begann nach dem Sieg Preußens gegen Österreich im Krieg von 1866 und der Gründung des Norddeutschen Bundes. Bereits 1867 hatte Preußen in den annektierten Staaten das preußische Strafgesetzbuch von 1851 (prStGB) eingeführt. Bei den Beratungen zur Verfassung des Norddeutschen Bundes waren in Art. 4 Nr. 13 zunächst nur Kompetenzen des Bundes für Privat- und Wirtschaftsrecht vor. Auf Initiative des Reichstages wurde dies um Strafrecht und Strafprozessrecht ergänzt.
Am 30. März 1868 beantragten die Abgeordneten Wagner und Planck, den Bundeskanzler Bismarck zur Erarbeitung eines Strafgesetzbuchs aufzufordern. Der Reichstag kam dem nach und Bismarck beauftragte am 17. Juni 1868 den Justizminister Leonhardt, ein Strafgesetzbuch für das Gebiet des Norddeutschen Bundes auszuarbeiten. Mit der Ausführung wurde Heinrich von Friedberg betraut und ihm die Richter Ernst Traugott Rubo und Hans Rüdorff zur Seite gestellt. Friedberg ersparte sich einen neuen Entwurf und überarbeitete stattdessen das bestehende preußische Strafgesetzbuch. Sein Entwurf wurde im Juli 1869 vorgestellt. Eine wichtige Änderung zum geltenden Recht war die Streichung der Todesstrafe für zahlreiche Delikte, womit sie im Frieden nur noch bei zwei statt 14 Tatbeständen angedroht war: Für vollendeten Mord gemäß § 211 RStGB und für Mordversuch an Kaiser oder Landesherrn als schwerer Fall des Hochverrats gemäß § 80 RStGB. Im Krieg war sie gemäß § 4 Einführungsgesetz für weitere Tatbestände, z. B. Landesverrat, vorgesehen. Als Hinrichtungsmethode wurde gemäß § 13 RStGB Enthauptung festgelegt.
Für Versuch war eine Strafmilderung vorgesehen. Auch eingeführt wurde ein Strafmündigkeitsalter von 12 Jahren. Die Intention von Friedberg war jedoch, möglichst geringe Änderungen zum prStGB vorzunehmen.
Die fehlende Berücksichtigung von außerpreußischen Strafgesetzbüchern rief insbesondere in den sächsischen und thüringischen Gebieten Kritik hervor. Der Vorschlag Friedbergs wurde dem Bundesrat vorgelegt, der eine Kommission einsetzte. Zahlreiche Änderungsvorschläge wurden eingebracht, davon drei Viertel von den nichtpreußischen Mitgliedern Friedrich Oskar Schwarze (Königreich Sachsen) und Ferdinand Donandt (Bremen). Diese Änderungen scheiterten jedoch zumeist an der preußischen Mehrheit in der Kommission. So gab es zwar kleine Änderungen im Entwurf, grundlegende Änderungsvorschläge blieben jedoch erfolglos.
Im Reichstag drohte der Entwurf an der zunächst geforderten Abschaffung der Todesstrafe zu scheitern, wurde dann jedoch am 25. Mai 1870  mit Änderungen genehmigt.
Nachdem auch der Bundesrat zugestimmt hatte, wurde das Gesetz am 31. Mai 1870 von König Wilhelm I. als Inhaber des Bundespräsidiums unterzeichnet und am 8. Juni des Jahres im Bundesgesetzblatt des Norddeutschen Bundes verkündet. Es trat am 1. Januar 1871 in Kraft. Gemäß Artikel 80 der Verfassung des Deutschen Bundes sollte es ab 1. Januar 1872 als dessen Gesetz fortgelten. Durch das Gesetz betreffend die Redaktion des Strafgesetzbuchs für den Norddeutschen Bund als Strafgesetzbuch für das Deutsche Reich vom 15. Mai 1871 erhielt es zum 1. Januar 1872 den Titel Strafgesetzbuch für das Deutsche Reich und gleichzeitig eine formell völlig neue, inhaltlich fast unveränderte, Textfassung.
Das RStGB wurde ab 1923 durch die Einführung des Jugendgerichtsgesetzes, die Geldstrafenverordnung von 1924 und die Bestimmungen zur Zweispurigkeit des Strafrechts sowie über die Maßregeln von 1933 umfassend reformiert.
Das RStGB galt auch nach dem Kriegsende weiter. Am 20. September 1945 wurden durch das Kontrollratsgesetz Nr. 1 des Alliierten Kontrollrates alle Bestimmungen außer Kraft gesetzt, die politischer Natur oder Ausnahmegesetze waren. Neben Spezialgesetzen und Verordnungen gehörte dazu auch das Gesetz zur Änderung von Vorschriften des Strafrechts und des Strafverfahrens vom 24. April 1934 (RGBl. I/341, außer Kraft durch Art. I c des Gesetzes Nr. 1), das direkt in das Reichsstrafgesetzbuch eingriff. Da generell keine Rückkehr auf den Rechtsstand vom 29. Januar 1933 erfolgte, blieb z. B. die an „Tätertypen“ ausgerichtete Strafdrohung der Mordparagraphen, die ebenfalls während der NS-Zeit eingeführt worden war, weiterhin in Kraft.
In der DDR wurde das RStGB durch das Strafrechtsergänzungsgesetz wesentlich reformiert und zum 1. Juli 1968 durch das Strafgesetzbuch der DDR ersetzt.
In der Bundesrepublik Deutschland (seit der Wiedervereinigung also auch wieder im früheren Gebiet der DDR) gilt es nach umfassenden Änderungen bis heute fort. 

## Aufbau
Das Strafgesetzbuch ist in zwei Hauptabschnitte unterteilt:
Allgemeiner Teil
Hier ist Grundsätzliches geregelt, wie zum Beispiel:
- Geltungsbereich des Gesetzes
- Gesetzliche Definitionen
- (Vorsatz und Fahrlässigkeit) und Schuldfähigkeit
- Täterschaft und Teilnahme (Täter, Mittäter, Anstiftung, Beihilfe)
- Rechtfertigungsgründe (Notwehr, Nothilfe)
- Sanktionenrecht (Geldstrafe, Freiheitsstrafe, sonstige Maßnahmen)
- Verjährung

Besonderer Teil
Dieser enthält die einzelnen Straftatbestände, geordnet nach geschützten Rechtsinteressen (sogenannte Rechtsgüter):
- I. Abschnitt (ab § 80): Hochverrat und Landesverrat
- II. u. III. Abschnitt (ab § 94): Beleidigung des Landesherrn beziehungsweise von Bundesfürsten
- IV. Abschnitt (ab § 102): Feindliche Handlungen gegen befreundete Staaten
- V. Abschnitt (ab § 105): Verbrechen und Vergehen in Beziehung auf die Ausübung staatsbürgerlicher Rechte (beispielsweise Wahlfälschung, Nötigung von Legislativorganen)
- VI. Abschnitt (ab § 110): Widerstand gegen die Staatsgewalt
- VII. Abschnitt (ab § 123): Verbrechen und Vergehen wider die öffentliche Ordnung
- VIII. Abschnitt (ab § 146): Münzverbrechen und -vergehen
- IX. Abschnitt (ab § 153): Meineid
- X. Abschnitt (ab § 164): Falsche Anschuldigung
- XI. Abschnitt (ab § 166): Vergehen, welche sich auf die Religion beziehen (bspw. Störung des Gottesdienstes, aber auch öffentliche Gotteslästerung)
- XII. Abschnitt (ab § 169): Verbrechen und Vergehen in Beziehung auf den Personenstand (z. B. Kindesverwechslung)
- XIII. Abschnitt (ab § 171): Verbrechen und Vergehen wider die Sittlichkeit (nach heutigen Begrifflichkeiten Sexualstrafrecht)
- XIV. Abschnitt (ab § 185): Beleidigung
- XV. Abschnitt (ab § 201): Zweikampf (Verbot des Duells)
- XVI. Abschnitt (ab § 211): Verbrechen und Vergehen wider das Leben
- XVII. Abschnitt (ab § 223): Körperverletzung
- XVIII. Abschnitt (ab § 234): Verbrechen und Vergehen wider die persönliche Freiheit
- XIX. u. XX. Abschnitt (ab § 242): Diebstahl, Unterschlagung, Raub, Erpressung
- XXI. Abschnitt (ab § 257): Begünstigung und Hehlerei
- XXII. Abschnitt (ab § 263): Betrug und Untreue
- XXIII. Abschnitt (ab § 267): Urkundenfälschung
- XXIV. Abschnitt (ab § 281): Bankerutt (Bankrott)
- XXV. Abschnitt (ab § 284): Strafbarer Eigennutz (bspw. Veranstaltung illegalen Glücksspieles) und Verletzung fremder Geheimnisse
- XXVI. Abschnitt (ab § 303): Sachbeschädigung
- XXVII. Abschnitt (ab § 306): Gemeingefährliche Verbrechen und Vergehen
- XVIII. Abschnitt (ab § 331): Verbrechen und Vergehen im Amte
- XXIX. Abschnitt (ab § 360): Übertretungen (Sammlung diverser Tatbestände wie Bettelei, Verstoß gegen polizeiliche Auflagen usw.)

Obwohl in zeitlich nachgehenden Reformen teilweise weitreichende Änderungen vorgenommen wurden und zahlreiche Vorschriften ersatzlos entfielen (s. u.), gilt das RStGB – nunmehr als StGB – besonders im Bereich der Straftaten gegen Leben und körperliche Unversehrtheit sowie der Eigentumsdelikte in der obigen, 1871 verkündeten Form weitgehend fort.

## Nach 1945
Nach Ende des Zweiten Weltkrieges und dem Untergang des NS-Staats wurde das Strafgesetzbuch mehrfach novelliert. Insbesondere der Alliierte Kontrollrat bemühte sich um eine Revision von Vorschriften, die zwischen 1933 und 1945 ergangen und vom Nationalsozialismus geprägt waren. Hierzu ergingen etwa das Kontrollratsgesetz Nr. 11 vom 30. Januar 1946 und das Kontrollratsgesetz Nr. 55 vom 20. Juni 1947 sowie von bundesdeutscher Seite das Strafrechtsänderungsgesetz vom 30. August 1951.
Weitere Novellierungen fügten neue, durch veränderte Lebens- und Wirtschaftsbedingungen erforderlich gewordene Straftatbestände ein (beispielsweise Computerbetrug gemäß § 263a StGB); viele Vorschriften verloren jedoch umgekehrt ihre Geltung, hauptsächlich aus dem XIII. Abschnitt (Verbrechen und Vergehen wider die Sittlichkeit), wodurch der Gesetzgeber sich wandelnden Moralvorstellungen in der Gesellschaft Rechnung trug und Strafen enger an die Verletzung von Rechtsgütern knüpfte. Zu den prominentesten Vorschriften des allgemeinen Teiles sowie den Strafzumessungsregeln des StGB, die nach 1945 abgeschafft wurden, gehören überdies die Abschaffung der Todesstrafe (bedingt bereits durch Art. 102 GG) sowie die Abschaffung der Zuchthausstrafe als verschärfter Form der Gefängnishaft.

### Anwendung in der DDR
In der DDR galt zunächst – wie in ganz Deutschland – das Reichsstrafgesetzbuch ohne die vom Alliierten Kontrollrat außer Kraft gesetzten Staatsschutzparagraphen fort. Hinzu trat eine weit gefasste Anwendung des Artikels 6 der Verfassung von 1949, bis 1957 das Strafrechtsergänzungsgesetz neue Staatsschutzbestimmungen und Strafarten festlegte. 1969 wurde ein neues Strafgesetzbuch erlassen. 1990 legte der Vertrag über eine Währungs-, Wirtschafts- und Sozialunion zwischen DDR und Bundesrepublik fest, dass hinsichtlich einer Reihe politischer Handlungen und Verhaltensweisen das Strafgesetzbuch der DDR durch Aufhebung […] der §§ 90, 99, 105, 106, 108, 213, 219, 249 geändert werde. Das übrige DDR-Strafgesetzbuch erledigte sich mit der Wiedervereinigung, wobei das bundesdeutsche Strafgesetzbuch als Weiterentwicklung des Reichsstrafgesetzbuches in einigen Paragraphen (z. B. Abschnitte über die Sicherungsverwahrung und die §§ 175, 182, 218 bis 219 d, 236) nach Anlage I Kapitel III Sachgebiet C Abschnitt III Nr. 1 des Einigungsvertrages (BGBl. II Nr. 35, 885, 957) nicht auf das Beitrittsgebiet, also die ehemalige DDR, erstreckt wurde.

### Bundesrepublik

#### Todesstrafe
Durch Artikel 102 Grundgesetz wurde die Todesstrafe 1949 abgeschafft.

#### Entfallene und reformierte Straftatbestände des XIII. Abschnittes (Auszug)
§ 175 RStGB (Unzucht zwischen Männern)
Die widernatürliche Unzucht, welche zwischen Personen männlichen Geschlechts oder von Menschen mit Thieren begangen wird, ist mit Gefängniß zu bestrafen; auch kann auf Verlust der bürgerlichen Ehrenrechte erkannt werden. (Fassung von 1871)
Ein Mann, der mit einem anderen Mann Unzucht treibt oder sich von ihm zur Unzucht mißbrauchen läßt, wird mit Gefängnis bestraft. Bei einem Beteiligten, der zu Zeit der Tat noch nicht einundzwanzig Jahre alt war, kann das Gericht in besonders leichten Fällen von Strafe absehen. (Fassung von 1935)
Diese Vorschrift wurde zunächst 1969 auf Handlungen zwischen Männern, die in einem Abhängigkeitsverhältnis stehen, auf Männer über 18 Jahren, die Handlungen mit Männern unter 21 Jahren begehen und auf die gewerbsmäßige Begehung beschränkt; 1973 auf Handlungen eines Mannes über 18 Jahren mit einem Minderjährigen enger gefasst; und 1994 ganz aufgehoben.
§ 180 RStGB (Vorschubleisten der Unzucht; sogenannte Kuppelei)
Wer gewohnheitsmäßig oder aus Eigennutz durch seine Vermittlung oder durch Gewährung oder Verschaffung von Gelegenheit der Unzucht Vorschub leistet, wird wegen Kuppelei mit Gefängniß bestraft; auch kann auf Verlust der bürgerlichen Ehrenrechte, sowie auf Zulässigkeit von Polizeiaufsicht erkannt werden. (Fassung von 1871)
§ 181 RStGB (Schwere Kuppelei)
Die Kuppelei ist, selbst wenn sie weder gewohnheitsmäßig noch aus Eigennutz betrieben wird, mit Zuchthaus bis zu fünf Jahren zu bestrafen, wenn
1. um der Unzucht Vorschub zu leisten, hinterlistige Kunstgriffe angewendet werden, oder
2. der Schuldige zu den Personen, mit welchen die Unzucht getrieben worden ist, in dem Verhältnis  von Eltern zu Kindern, von Vormündern zu Pflegebefohlenen, von Geistlichen, Lehrern oder Erziehern zu den von ihnen zu unterrichtenden oder zu erziehenden     Personen steht.
(2) Neben der Zuchthausstrafe ist der Verlust der bürgerlichen Ehrenrechte auszusprechen; auch kann auf Zulässigkeit von Polizeiaufsicht erkannt werden. (Fassung von 1871)
Seit 1973 ist im § 180 (neue Fassung) nur noch die Kuppelei mit unter 16-Jährigen als Förderung sexueller Handlungen Minderjähriger unter Strafe gestellt und mit Freiheitsstrafe bis zu drei Jahren oder Geldstrafe bedroht. Sorgeberechtigte machen sich nur strafbar, wenn sie dadurch gleichzeitig ihre Erziehungspflicht gröblich verletzen. Die Kuppelei mit unter 18-Jährigen wird mit Freiheitsstrafe bis zu fünf Jahren oder Geldstrafe bestraft, wenn es sich um entgeltliche sexuelle Handlungen handelt. Wird der Jugendliche unter Ausnutzung einer mit einem Erziehungs-, Ausbildungs-, Betreuungs-, Dienst- oder Arbeitsverhältnis verbundenen Abhängigkeit zu sexuellen Handlungen bestimmt, richtet sich seit 1. Juli 2021 auch bei sexuellen Handlungen mit Dritten die Bestrafung nach § 174 (sexueller Missbrauch von Schutzbefohlenen).
§ 184 RStGB (Verbreitung von Pornographie; auch bekannt als „Lex Heinze“)
Mit Gefängniß bis zu einem Jahre und mit Geldstrafe bis zu eintausend Mark oder mit einer dieser Strafen wird bestraft, wer
1. Unzüchtige Schriften, Abbildungen oder Darstellungen feilhält, verkauft, vertheilt, an Orten, welche dem Publikum zugänglich sind, ausstellt oder anschlägt oder sonst verbreitet, sie zum Zwecke der Verbreitung herstellt oder zu demselben Zwecke vorräthig hält, ankündigt oder anpreist;
2. Unzüchtige Schriften, Abbildungen oder Darstellungen einer Person unter sechzehn Jahren gegen Entgelt überläßt oder anbietet;
3. Gegenstände, die zu unzüchtigem Gebrauche bestimmt sind, an Orten, welche dem Publikum zugänglich sind, ausstellt oder solche Gegenstände dem Publikum ankündigt oder anpreist;
4. Öffentliche Ankündigungen erläßt, welche dazu bestimmt sind, unzüchtigen Verkehr herbeizuführen.

Neben der Gefängnisstrafe kann auf Verlust der bürgerlichen Ehrenrechte sowie auf Zulässigkeit von Polizeiaufsicht erkannt werden. (Fassung von 1900)
Diese Vorschrift (seit 2008 § 184 bis § 184d StGB) wurde 1975 enger gefasst.